# Josh Schwartz

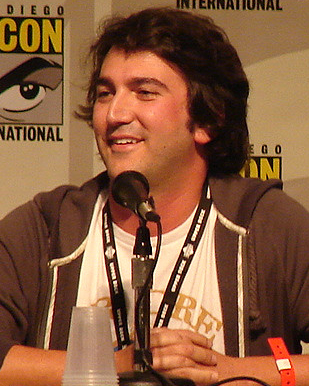
Josh Schwartz

Josh Schwartz (Providence (Rhode Island), 6 augustus 1976) is de bedenker en hoofdregisseur van de FOX teen-drama The O.C.. Op 26-jarige leeftijd was Schwartz de jongste persoon in de geschiedenis van FOX om een televisieprogramma te bedenken en het te regisseren. Schwartz is genomineerd geweest voor de 2004 Writers Guild of America Award met zijn show The O.C. voor een People's Choice Award, en hij is ook de "Guilty Pleasure of the Year" genoemd door VH1.
In augustus 2006 is naar voren gekomen dat Schwartz een proefaflevering zal ontwikkelen voor de CW Television Network, gebaseerd op de populaire boekenreeks "Gossip Girl" geschreven door Cecily von Ziegesar. Hij is ook van plan om de verfilming van de jeugdroman Looking for Alaska te regisseren. In 2007 creëerde hij samen met Chris Fedak de NBC-serie Chuck over Chuck, een computernerd die per toeval alle regeringsgeheimen in zijn hoofd krijgt. Anno 2011 is de serie bezig aan zijn vierde seizoen.
Schwartz is Joods, en hij heeft gezegd dat Seth Cohen uit de The O.C. gedeeltelijk op zijn leven is gebaseerd.